# ソダンキュラ (小惑星)
ソダンキュラ (2479 Sodankylä) は小惑星帯にある小惑星。ユルィヨ・バイサラがトゥルクで発見した。
フィンランド北部、ラッピ州の街ソダンキュラに因んで名付けられた。